# أقحوان المحيط الهادئ
أقحوان المحيط الهادئ هو نوع نباتي ينتمي إلى جنس الأقحوان من الفصيلة النجمية.